# 6621型导弹艇
6621型导弹快艇（北约将安装上游导弹的称为“黄蜂级”、将改装了鹰击8导弹的称为“侯东级”）简称“21艇”，是中国人民解放军海军的大型导弹快艇，为营级三级舰艇，后降为连级四级舰艇，设艇长、副艇长、政治指导员3名军官及25名水兵。部署在沿海隐蔽的港湾、岛屿的洞库中，担任濒岸抗登陆防御任务，对敌方舰队实施反舰导弹的“饱和攻击”。首艇服役于1965年，于2007年5月31日全部完成退役。21型导弹艇作战半径350海里，抗风力5级，自给5昼夜。3轴3桨3尾舵。密封驾驶室上为敞开式指挥台。
原型为1959年中苏“二四协定”中，苏联向中国转让的5型舰艇之一的6621钢质大型导弹快艇。该型号在苏联为205蚊子级导弹快艇（西方称之为“黄蜂”级），使用M50-3发动机为39节，使用M50-4发动机可达48节，而且有原子与化学武器防护水幕系统与集体过滤系统，全自动操纵，战斗时舱面无人，以“波-15”型反舰导弹，1959年动工，首艇1962年入役。
中国首制艇舷号051，于1960年3月开始首艇的型线放样。到8月底，钢质艇体全部加工结束。1960年7月21日在沪东造船厂开工，1960年12月28日正式组建艇员队，首艘艇長為楊禮仁大尉、政治委员王良。1961年4月，首艇全面停工。1963年8月25日下水。1963年9月至12月进行了系泊试验。1964年1月至6月完成10个航次工厂试航。1964年8月开始国家试航。1964年10月进行导弹模型弹飞行试验。1964年11月，首艇赴北方海区航行试验，但在第一航次的试验中，轮机多处问题，试航被迫停止。1965年9月恢复北方海区试验，但又发生轮机事故，再次被迫中断。1965年10月26日更换原装主机后恢复试航，1965年10月27日首次导弹航行发射试验。
1965年12月31日交船。1970年，全面国产化的大型导弹艇试制成功，进入小批量生产阶段。1960年代中期，仿制的“轻42-160”柴油机尚未成功时，从西德购买MD872型柴油机装备了第3、5、6艘。
6621型导弹快艇的各部件、装备几乎都要从零开始仿制。苏联的AK230双联30毫米无人全自动舰炮及其MR-104 （“歪鼓”）火控雷达仿制尚未成功前，6621型使用61式双联装25毫米舰炮，人工瞄准，艇上导弹发射前，炮手需撤离炮位进入密封舱室以防导弹尾焰伤害。直至1976年国产双30毫米舰炮在第18艘艇上使用，1980年代初期才开始换装国产的69式双联30毫米舰炮及配套的341型火控雷达。
主机为2台洛阳“轻42-160”型四冲程、水冷、机械传动废气涡轮增压、带反转离合减速器的高速艇用柴油机，为六星布局，每星为7缸，共计42缸。缸内径160毫米。
711所1964年开始研制了K48E150ZC型二冲程回流扫气、水冷、王字形、机械传动、废气涡轮增压、中冷、带反转离合减速器48缸150毫米高速柴油机，单机功率5100马力，1977年安装在3110号导弹快艇上，试验中航速达到44.5节。
6621改进型为换装了鹰击8反舰导弹的型号。共建造了3艘，出口给也门。

## 出口
- 朝鲜：4艘
- 巴基斯坦：4艘
- 孟加拉： 1艘
- 越南： 12艘
- 也门：3艘